# Myristica hypargyraea
Myristica hypargyraea är en tvåhjärtbladig växtart. Myristica hypargyraea ingår i släktet Myristica och familjen Myristicaceae.

## Underarter
Arten delas in i följande underarter:
- M. h. hypargyraea
- M. h. insularis